# Slavko Zlatić
Slavko Zlatić (ur. 1 czerwca 1910 w Sovinjaku, zm. 27 października 1993 w Puli) – chorwacki kompozytor, dyrygent, etnomuzykolog, pedagog i krytyk muzyczny.

## Życiorys
W 1929 roku rozpoczął naukę gry na fortepianie i kontrabasie w Konserwatorium „Giuseppe Tartini” w Trieście. W latach 1929–1934 studiował kompozycję w Akademii Muzycznej w Zagrzebiu w klasie prof. Blagoja Bersa. W 1937 roku został zatrudniony jako kapelmistrz miejski w Sušaku, pracował także jako dyrektor szkoły muzycznej i dyrygent orkiestry Towarzystwa Muzycznego i chóru „Jeka s Jadrana”. W 1941 roku przeprowadził się do Zagrzebia, gdzie kontynuował pracę w Chorwackim Konserwatorium Państwowym (Hrvatski državni konzervatorij) i prowadził Chorwackie Towarzystwo Śpiewacze „Lisinski” (Hrvatsko pjevačko društvo „Lisinski”). W 1944 r. opuścił Zagrzeb i zamieszkał w Topusku, gdzie został urzędnikiem w dziale sztuki Departamentu Oświaty Publicznej Zemaljsko antifašističko vijeće narodnog oslobođenja Hrvatske (ZAVNOH) (Narodowej Rady Antyfaszystowskiej Wyzwolenia Narodowego Chorwacji) i dyrygował chórem Centralne kazališne družine przy ZAVNOH. Od lutego 1945 r. pracował jako oficer kulturalny, najpierw w Regionalnym Komitecie Wyzwolenia Narodowego (Narodnooslobodilački odbori) Istrii, a następnie w Komitecie Ludowym (Narodni odbor) Urzędu Miasta Pula. W latach 1946–1965 mieszkał w Zagrzebiu, gdzie był profesorem dyrygentury w Akademii Muzycznej (1948–1965) oraz dyrygentem Chóru Radia i Telewizji w Zagrzebiu (pierwszego profesjonalnego chóru w kraju) i redaktorem muzycznym Radia Zagrzeb (1949–1952).
W 1965 roku powrócił do Puli, gdzie objął kierownictwo szkoły muzycznej „Ivan Matetić Ronjgov” i w latach 1965–1969 wykładał w Akademii Pedagogicznej (Pedagoška akademija), a także pracował jako adiunkt etnomuzykolog w Chorwackiej Akademii Nauki i Sztuki. W latach 1971–1984 był redaktorem i prowadzącym cykle audycji poświęconych muzyce poważnej w Radiu Pula.
Był jednym z założycieli Udruženja kompozitora Hrvatske (Chorwackiego Stowarzyszenia Kompozytorów) w 1945 r., jego prezesem (1947-1948) i sekretarzem (1948-1951). Był także jednym z założycieli Jugosłowiańskiego Stowarzyszenia Kompozytorów (Savez skladatelja Jugoslavije), członkiem jego zarządu i prezesem (1957-1952, 1977-1980, 1980-1981), delegatem Międzynarodowej Rady Muzyki przy UNESCO (1952-1965), a także współpracownikiem i członkiem innych organizacji kulturalnych i muzycznych oraz organizatorem wielu wydarzeń muzycznych i kulturalnych.
Gdy Slavko Zlatić był dyrygentem Chóru i Orkiestry Radia w Zagrzebiu, zamówił utwór u Witolda Lutosławskiego. Prawykonanie Trzech poematów Henri Michaux odbyło się 9 maja 1963 roku na Muzički biennale w Zagrzebiu. Partie chóru i orkiestry nie są synchroniczne, więc wykonanie utworu wymaga udziału dwóch dyrygentów: radiowym chórem dyrygował Slavko Zlatić, a orkiestrą Witold Lutosławski.

## Twórczość
Twórczość kompozytorska Slavko Zlaticia obejmuje około 120 utworów. W jego twórczości można znależć cechy tradycyjnej muzyki istryjskiej. Większość kompozycji stanowią utwory chóralne, pieśni na głosy solowe z towarzyszeniem fortepianu oraz kompozycje kameralne i krótsze kompozycje orkiestrowe.

### Wybrane kompozycje
- Balun na obój, rożek angielski, saksofon altowy i fagot (1936),
- Trzy tańce symfoniczne na orkiestrę kameralną (1934–39),
- Suita istryjska na chór mieszany (1934),
- kantata Grudo Motovunska (1945),
- Kwintet instrumentów dętych blaszanych – Ples iz Istre (1936, popr. w 1950)
- Pazinska zvona na orkiestrę (1975).